# Paul Robinson
|  | Aquest article tracta sobre el futbolista Paul William Robinson. Si cerqueu el futbolista Paul Peter Robinson, vegeu «Paul Peter Robinson». |

Paul William Robinson (nascut a Beverley, East Riding of Yorkshire, el 15 d'octubre del 1979), més conegut simplement com a Paul Robinson o Robinson, és un exfutbolista anglès que jugava de porter al Leeds United (1998-2004), Tottenham Hotspur (2004-2008), Blackburn Rovers (2008-2015) i Burnley FC (2015-2017). Robinson també va jugar per la selecció d'Anglaterra des del 2003 fins al 2010.